# 안초비
안초비(영어: anchovy)는 멸치과(Engraulidae)의 바닷물고기이다. 주둥이가 턱 아래부분까지 쭉 뻗어있다. 이 어종은 가랑이진 꼬리와 단일의 등지느러미가 있다는 점이 sprat(작은 청어류의 물고기)와 닮았다. 하지만 몸체는 둥그스레하고 날씬한 편이다. 최대 신장은 20.5cm이다.
안초비는 지중해에 많으며 과거에는 흑해, 아조프해에 풍부했었다. 조지아, 그리스, 시칠리아, 튀르키예, 불가리아, 러시아, 우크라이나, 이탈리아, 스페인 등지의 연안에서 꾸준히 잡히고 있다. 이 어종은 노르웨이 남부까지의 대서양 연안에도 분포한다. 또한 겨울에는 영국의 데본과 콘월 해안에도 분포하고 있지만, 상업적으로 충분치는 못하다. 예전에는 여름철에 멸치떼가 네덜란드 인근 바덴해와 조이더르 해로 몰려들면서 많은 양이 어획되었다. 조이더르 해가 둑으로 차단된 후 1960년대까지는 바덴해에서도 찾아볼 수 있었다. 셸드강 하구에서도 잡히기도 했다. 발효시켜 젓갈로 많이 먹는다.